# Pierric
Ne doit pas être confondu avec Pierrick.
Pierric (Piéri en gallo, Pierig en breton) est une commune de l'Ouest de la France, située dans le département de la Loire-Atlantique, en région Pays de la Loire.
Peuplée dès l'antiquité, la commune a hébergé une abbaye tenue par des moines de Redon. Pierric a une histoire indissociable de celle de la Bretagne.
L'exploitation de carrières d'ardoise n'ayant pas subsisté après le début du XXe siècle, l'économie de Pierric repose essentiellement sur l'agriculture. Cette commune rurale a connu un déclin démographique tout au long du XXe siècle, la tendance s'inversant au début du XXIe siècle.

## Géographie

### Situation

Situation de la commune de Pierric dans le département de la Loire-Atlantique.

Pierric est situé à 27 km à l'ouest de Châteaubriant, à 47 km au sud de Rennes, à 54 km au nord de Nantes, à 58 km au nord-est de Saint-Nazaire et à 327 km à l'ouest de Paris. Les communes limitrophes sont Guémené-Penfao, Conquereuil et Derval en Loire-Atlantique, Grand-Fougeray, Sainte-Anne-sur-Vilaine et Langon en Ille-et-Vilaine.

### Géologie et relief
Pierric est située dans le Massif armoricain. Le territoire est légèrement vallonné, et plus élevé au sud.

### Hydrographie

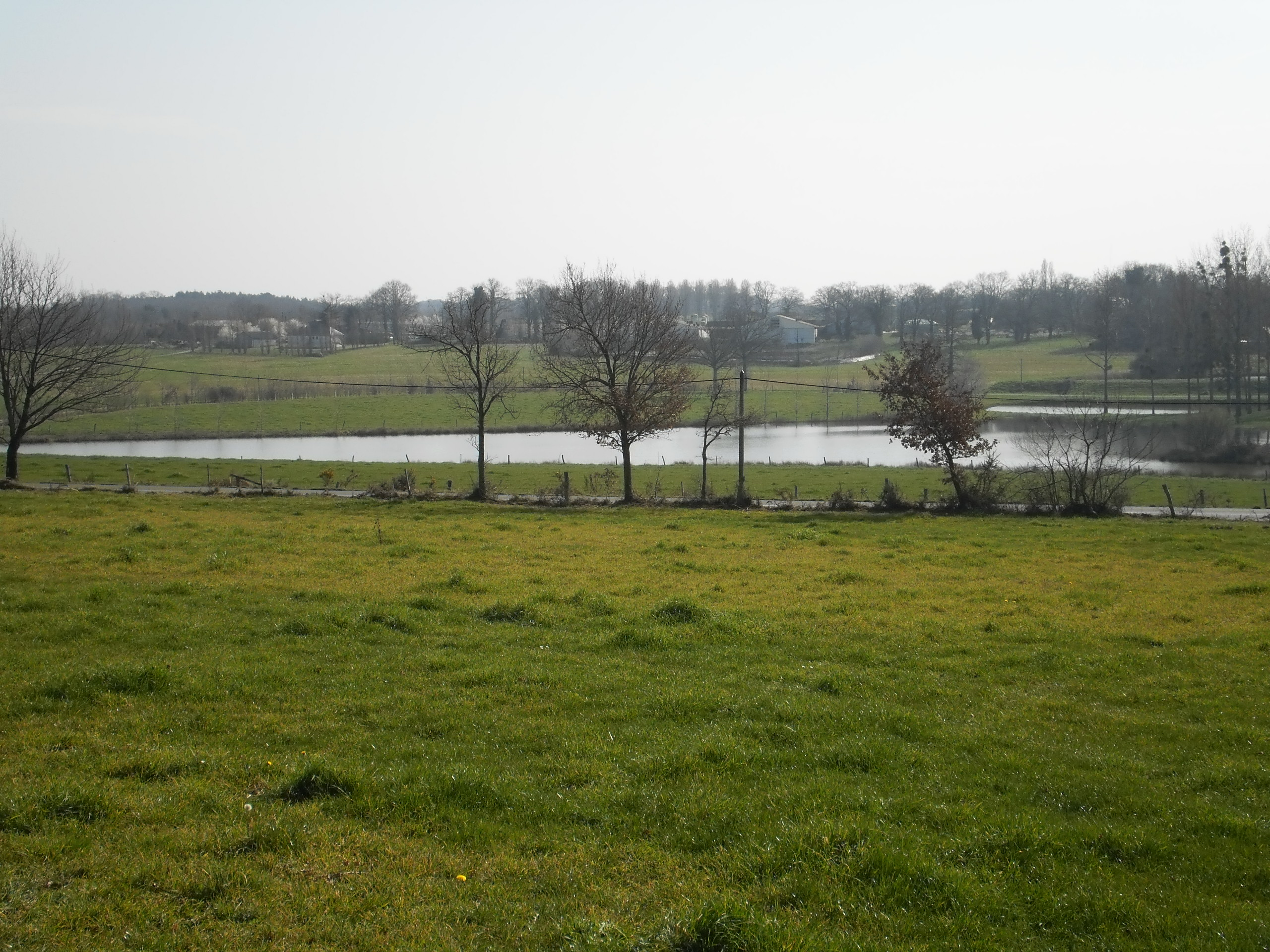
Étang près du bourg.

La commune est longée au nord par la rivière la Chère qui coule d'ouest en est. Le ruisseau du Pas Guillaume traverse la commune et décrit un méandre dans laquelle le bourg est installé, avant de se jeter dans la Chère. Au sud-est se trouve l'étang de la Renoulière, duquel coule vers le nord le ruisseau du même nom. Du sud, se jetant dans le Pas Guillaume, coule le ruisseau la Bodinais. Quelques étangs parsèment la commune.

### Climat
Pour des articles plus généraux, voir Climat des Pays de la Loire et Climat de la Loire-Atlantique.
En 2010, le climat de la commune est de type climat océanique franc, selon une étude du CNRS s'appuyant sur une série de données couvrant la période 1971-2000. En 2020, Météo-France publie une typologie des climats de la France métropolitaine dans laquelle la commune est exposée à un climat océanique et est dans la région climatique  Bretagne orientale et méridionale, Pays nantais, Vendée, caractérisée par une faible pluviométrie en été et une bonne insolation. 
Pour la période 1971-2000, la température annuelle moyenne est de 12 °C, avec une amplitude thermique annuelle de 13,3 °C. Le cumul annuel moyen de précipitations est de 756 mm, avec 12 jours de précipitations en janvier et 6,3 jours en juillet. Pour la période 1991-2020, la température moyenne annuelle observée sur la station météorologique de Météo-France la plus proche, « La-Noe-Blanche », sur la commune de La Noë-Blanche à 13 km à vol d'oiseau, est de 12,2 °C et le cumul annuel moyen de précipitations est de 780,5 mm,. Pour l'avenir, les paramètres climatiques de la commune estimés pour 2050 selon différents scénarios d'émission de gaz à effet de serre sont consultables sur un site dédié publié par Météo-France en novembre 2022.

## Urbanisme

### Typologie
Au 1er janvier 2024, Pierric est catégorisée commune rurale à habitat dispersé, selon la nouvelle grille communale de densité à sept niveaux définie par l'Insee en 2022.
Elle est située hors unité urbaine et hors attraction des villes,.

### Occupation des sols
L'occupation des sols de la commune, telle qu'elle ressort de la base de données européenne d’occupation biophysique des sols Corine Land Cover (CLC), est marquée par l'importance des territoires agricoles (92,8 % en 2018), en diminution par rapport à 1990 (94,6 %). La répartition détaillée en 2018 est la suivante : 
terres arables (67,8 %), zones agricoles hétérogènes (18,5 %), prairies (6,5 %), forêts (3,2 %), zones urbanisées (3,1 %), eaux continentales (0,9 %). L'évolution de l’occupation des sols de la commune et de ses infrastructures peut être observée sur les différentes représentations cartographiques du territoire : la carte de Cassini (XVIIIe siècle), la carte d'état-major (1820-1866) et les cartes ou photos aériennes de l'IGN pour la période actuelle (1950 à aujourd'hui).

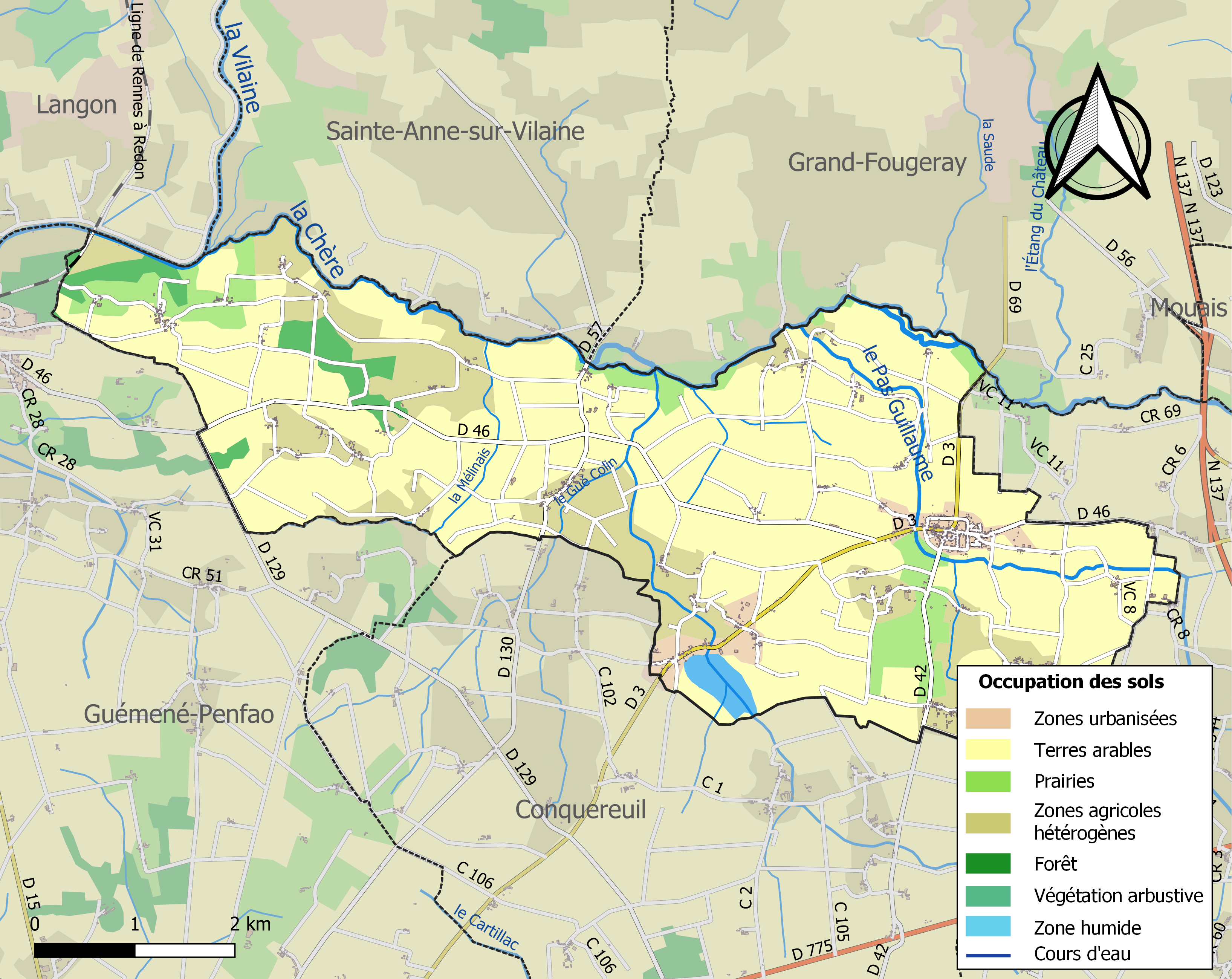
Carte des infrastructures et de l'occupation des sols de la commune en 2018 (CLC).

## Toponymie
Le nom de la localité est attesté sous les formes Pirrich en 1133, Pirric en 1148, Pieric en 1287 , Pierrit en 1630,.
Deux hypothèses principales et opposées se dégagent pour expliquer l'étymologie de Pierric : il s'agit soit de l'appellatif toponymique pierre suivi du suffixe breton -ic, ou soit de l'anthroponyme germanique Piricho pris absolument, attesté en Gaule, avec attraction des noms bretons en -ic, comme pour Héric (Loire-Atlantique, Hyariacum XIe siècle, *Heriac) ou Pornic (Loire-Atlantique, Pornit en 1130, Porsnith en 1179, de Pornidio vers 1330).
Albert Dauzat, repris par Ernest Nègre citent comme forme la plus ancienne Pierrich en 1133, alors que Erwan Vallerie mentionne Pirrich pour la même date, c'est-à-dire sans e. Si la forme citée par E. Vallerie est correcte, elle réfute la première hypothèse d'A. Dauzat par pierre et conforte en revanche celle d'Ernest Nègre par l'anthroponyme Piricho, tout comme la seconde forme Pirric de 1287. L'attraction paronymique du mot français pierre s'est alors faite tardivement.
Elle possède un nom en gallo, la langue d'oïl locale : Pierri selon l'écriture ABCD, ou Piéri selon l'écriture MOGA. En gallo, le nom de la commune se prononce localement [pjeʁi], mais la prononciation [pjɛʁi] a été collectée à Issé.
La forme bretonne actuelle proposée par l'Office public de la langue bretonne est Pierig.

## Histoire
La création de Pierric remonte au début de l'ère chrétienne. Des habitations étaient situées le long de la voie romaine conduisant de Blain au Grand-Fougeray. Des moines de Landévennec fuyant l'invasion normande passent par cette voie au Xe siècle. Pierric aurait alors été le lieu d'un miracle. Au Moyen Âge, le site est un lieu de pèlerinage. Pierric est englobée dans le royaume puis duché de Bretagne au IXe siècle[réf. nécessaire]. Au XIIe siècle, les moines de Redon entrent en possession de terres de Pierric. Comme toute la Bretagne, la paroisse est intégrée au royaume de France par le traité d'union de la Bretagne à la France en 1532.
La place de la commune, située à la confluence de trois rivières, en fait surtout un lieu de passage, son développement est limité. Au XVIIIe siècle l'exploitation de carrières d'ardoise entraîne un développement économique. Un moulin à eau est installé sur l'étang de la Renouillère au XIXe siècle. La concurrence de sites plus rentables et le développement de la tuile en argile entraîne la fermeture des carrières de Pierric au début du XXe siècle. Les terres étant peu adaptées à l'agriculture, la commune connaît une perte de ses habitants.

## Politique et administration

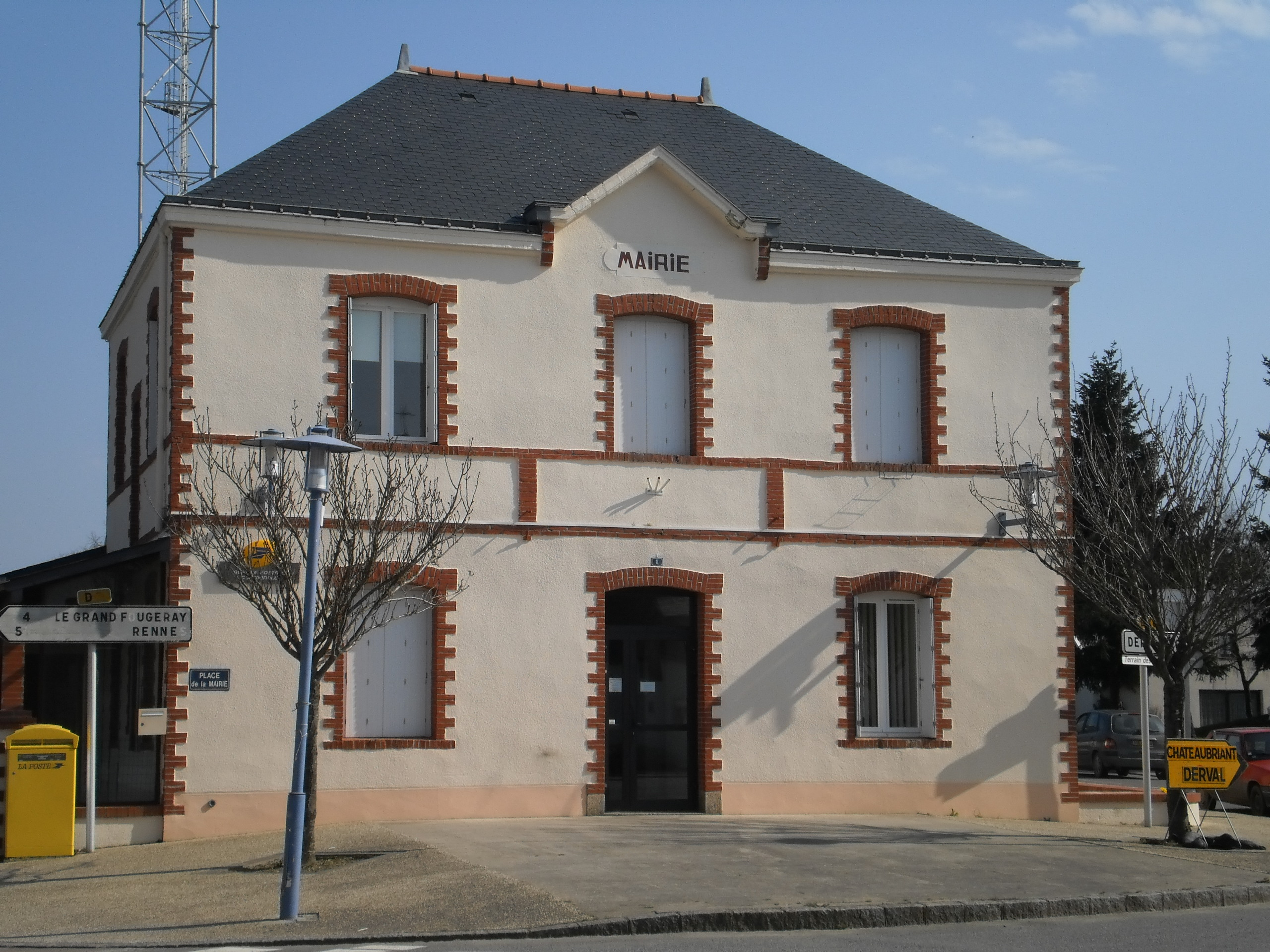
Mairie.

Pierric est située dans le canton de Guémené-Penfao, arrondissement de Châteaubriant, dans le département de la Loire-Atlantique (région Pays de la Loire). Comme pour toutes les communes françaises comptant entre 500 et 1 500 habitants, le conseil municipal est constitué de quinze membres en 2011.

### Liste des maires
| Période                                  | Période        | Identité        | Étiquette | Qualité     |
| ---------------------------------------- | -------------- | --------------- | --------- | ----------- |
| mars 2001                                | mars 2008      | Damien Migot    |           | Agriculteur |
| mars 2008                                | mars 2014      | Claude Ferré    |           |             |
| mars 2014                                | septembre 2017 | Patrice Landy   |           |             |
| 2017                                     | mai 2020       | Claude Levant   |           |             |
| 25 mai 2020                              | En cours       | Florent Coutant |           | Facteur     |
| Les données manquantes sont à compléter. |                |                 |           |             |

### Intercommunalité
Jusqu’au 31 décembre 2007, Pierric faisait partie de l’ancienne communauté de communes du pays de Guémené-Penfao et a adhéré le 1er janvier 2008 à la communauté de communes du pays de Redon, qui est constituée de vingt-quatre communes du Morbihan, d'Ille-et-Vilaine, de la Loire-Atlantique, regroupées autour de Redon, devenue en 2018 Redon Agglomération. La commune est représentée au conseil intercommunal par le maire et un élu communautaire.

### Jumelages
Au 22 juin 2011, Pierric n'est jumelée avec aucune ville.

## Population et société

### Démographie
Selon le classement établi par l'Insee, Pierric est une commune multipolarisée. Elle fait partie de la zone d'emploi de Nantes et du bassin de vie de Derval. Elle n'est intégrée dans aucune unité urbaine. Toujours selon l'Insee, en 2010, la répartition de la population sur le territoire de la commune était considérée comme « très peu dense » : 50 % des habitants résidaient dans des zones « peu denses »  et 50 % dans des zones « très peu denses ».

#### Évolution démographique
L'évolution du nombre d'habitants est connue à travers les recensements de la population effectués dans la commune depuis 1793. Pour les communes de moins de 10 000 habitants, une enquête de recensement portant sur toute la population est réalisée tous les cinq ans, les populations de référence des années intermédiaires étant quant à elles estimées par interpolation ou extrapolation. Pour la commune, le premier recensement exhaustif entrant dans le cadre du nouveau dispositif a été réalisé en 2006.

En 2022, la commune comptait 1 011 habitants, en évolution de +2,85 % par rapport à 2016 (Loire-Atlantique : +6,68 %, France hors Mayotte : +2,11 %).
| 1793  | 1800  | 1806  | 1821  | 1831  | 1836  | 1841  | 1846  | 1851  |
| ----- | ----- | ----- | ----- | ----- | ----- | ----- | ----- | ----- |
| 1 255 | 1 210 | 1 196 | 1 301 | 1 305 | 1 379 | 1 319 | 1 377 | 1 418 |

| 1856  | 1861  | 1866  | 1872  | 1876  | 1881  | 1886  | 1891  | 1896  |
| ----- | ----- | ----- | ----- | ----- | ----- | ----- | ----- | ----- |
| 1 396 | 1 498 | 1 560 | 1 612 | 1 659 | 1 763 | 1 785 | 1 708 | 1 673 |

| 1901  | 1906  | 1911  | 1921  | 1926  | 1931  | 1936  | 1946  | 1954  |
| ----- | ----- | ----- | ----- | ----- | ----- | ----- | ----- | ----- |
| 1 663 | 1 594 | 1 434 | 1 224 | 1 222 | 1 190 | 1 175 | 1 093 | 1 053 |

| 1962 | 1968 | 1975 | 1982 | 1990 | 1999 | 2006 | 2011 | 2016 |
| ---- | ---- | ---- | ---- | ---- | ---- | ---- | ---- | ---- |
| 974  | 896  | 791  | 816  | 781  | 783  | 883  | 969  | 983  |

| 2021  | 2022  | - | - | - | - | - | - | - |
| ----- | ----- | - | - | - | - | - | - | - |
| 1 004 | 1 011 | - | - | - | - | - | - | - |

#### Pyramide des âges
La population de la commune est relativement jeune.
En 2018, le taux de personnes d'un âge inférieur à 30 ans s'élève à 35,6 %, soit en dessous de la moyenne départementale (37,3 %). À l'inverse, le taux de personnes d'âge supérieur à 60 ans est de 23,4 % la même année, alors qu'il est de 23,8 % au niveau départemental.
En 2018, la commune comptait 509 hommes pour 480 femmes, soit un taux de 51,47 % d'hommes, largement supérieur au taux départemental (48,58 %).
Les pyramides des âges de la commune et du département s'établissent comme suit.
| Hommes | Classe d’âge | Femmes |
| ------ | ------------ | ------ |
| 0,2    | 90 ou +      | 1,1    |
| 6,9    | 75-89 ans    | 9,0    |
| 12,1   | 60-74 ans    | 17,6   |
| 22,0   | 45-59 ans    | 18,5   |
| 22,3   | 30-44 ans    | 19,1   |
| 12,8   | 15-29 ans    | 13,6   |
| 23,7   | 0-14 ans     | 21,1   |

| Hommes | Classe d’âge | Femmes |
| ------ | ------------ | ------ |
| 0,6    | 90 ou +      | 1,8    |
| 6      | 75-89 ans    | 8,6    |
| 15,1   | 60-74 ans    | 16,4   |
| 19,4   | 45-59 ans    | 18,8   |
| 20,1   | 30-44 ans    | 19,3   |
| 19,2   | 15-29 ans    | 17,4   |
| 19,5   | 0-14 ans     | 17,6   |

### Santé
Il n'y a pas de médecin à Pierric, les plus proches sont situés au Grand-Fougeray et à Derval. Un centre hospitalier est installé à Redon. Depuis 2017, un cabinet infirmier s’est installé dans l’ancienne boulangerie de la commune.

### Enseignement

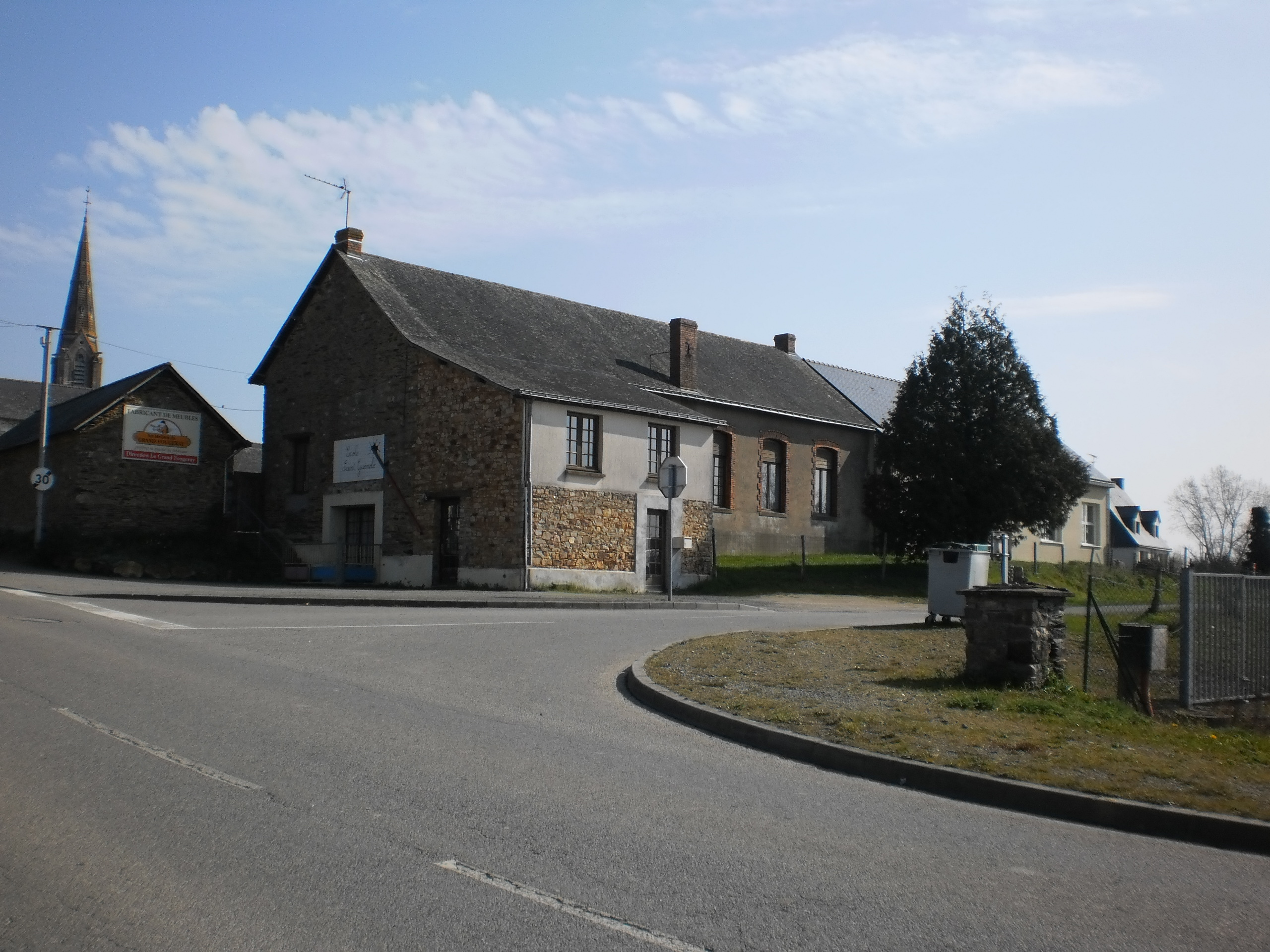
École Saint-Guénolé.

Pierric dépend de l'académie de Nantes. La commune abrite l'école primaire privée Saint-Guénolé, qui fait partie de l'enseignement catholique. Le collège le plus proche se trouve à Guémené-Penfao, et le lycée se situent à Redon.

## Économie

### Revenu fiscal
En 2008, le revenu fiscal médian par ménage était de 14 291 €, ce qui plaçait Pierric au 28 550e rang parmi les 31 604 communes de plus de 50 ménages en métropole.

### Entreprises et exploitations
Selon l'Insee, au 31 décembre 2008, la commune comptait 76 entreprises : 32 dans l'agriculture, deux dans l'industrie, dix dans la construction, 28 dans le commerce, le transport et les services, et quatre dans l'administration. Ces entreprises sont petites et procurent 58 emplois salariés. Deux d'entre elles emploient plus de neuf salariés, 55 n'en emploie aucun.
L'agriculture a vu sa superficie exploitée rester constante entre 1988 et 2000 (de 2 215 à 2 114 hectares), tandis que l'élevage de volaille multipliait ses effectifs par dix, passant sur cette période de 1 173 unités à 12 524, le nombre de bovins passant de 3 200 à 2 600.

## Culture locale et patrimoine

### Lieux et monuments

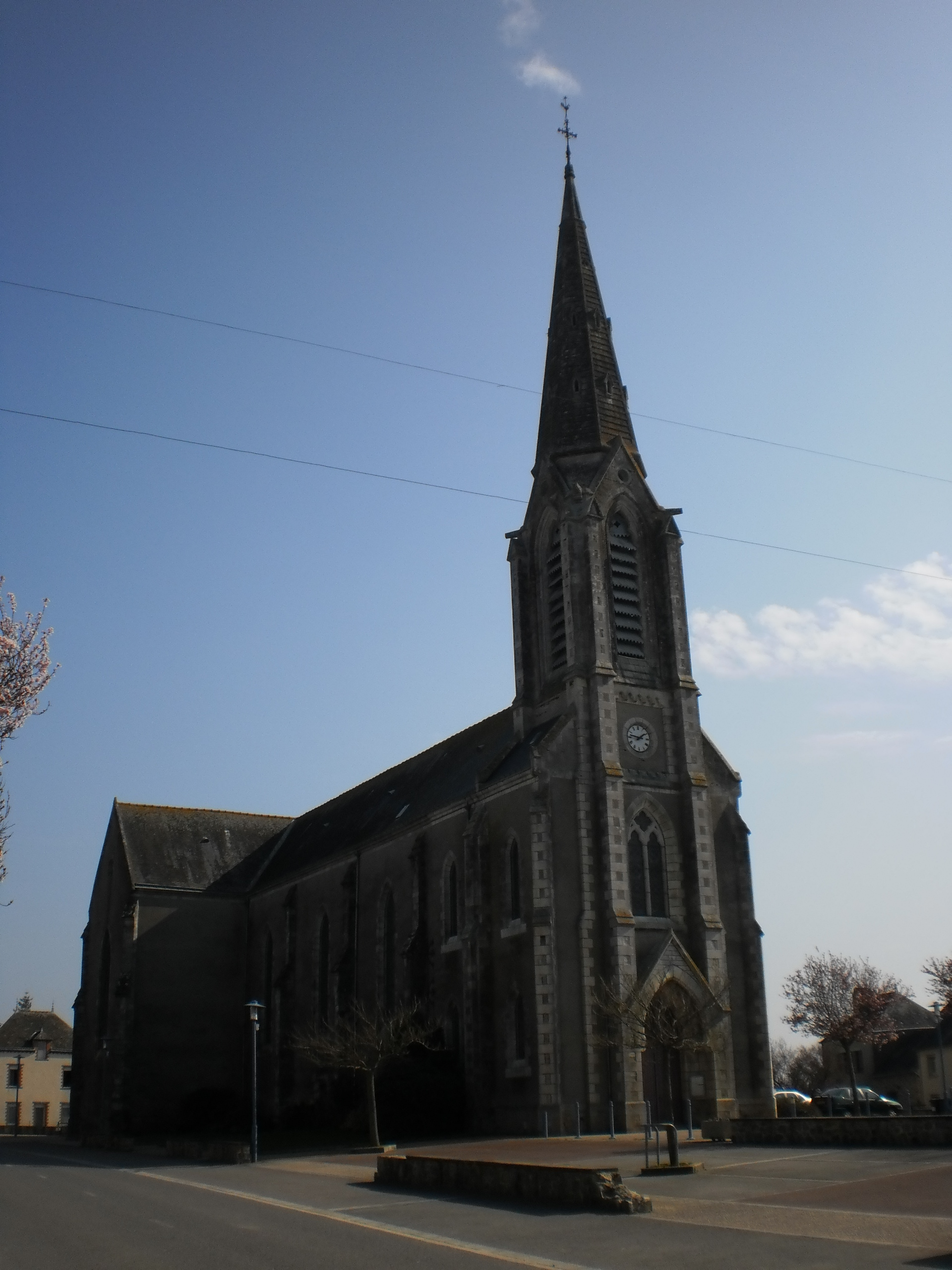
Église Saint-Guénolé.

Le Pas-du-Saint est un lieu de pèlerinage datant du Xe siècle. Selon la légende, les moines de l'abbaye de Landévennec, fuyant les Normands, passant par ce lieu, s'y arrêtent, épuisés et assoiffés. Alors qu'ils invoquent saint Guénolé, le moine supérieur aurait vu son pied s'enfoncer dans la roche, d'où l'eau aurait jailli. La croix et la petite chapelle présentes sur le site sont postérieurs au Xe siècle.
Vers 1140, les moines de l'abbaye Saint-Sauveur de Redon se voient léguer des terres à Pierric, Olivier de Pontchâteau leur ayant fait ce don entre 1127 et 1131 pour expier ses fautes. Les moines fondent alors l'abbaye de Ballac vers 1140. Il ne reste de cette abbaye que la chapelle, le logement des moines, la salorge et quelques soubassements. Douze moines pouvaient y loger. Lors de remaniements ultérieurs, les moines ont réutilisé des pierres sculptées pour la construction d'autres bâtiments. Lors de la Deuxième Guerre mondiale, la porte du mur nord sert de signal aux Résistants.
L'église paroissiale Saint-Guignolet, dédiée à saint Guenolé, est ornée de vitraux représentant saint Gwénolé, sainte Anne patronne de la Bretagne, et saint Nicolas.
La commune recèle également des fours à pain en schiste du XIXe siècle. L'école publique construite au début du XXe siècle en pierre et brique a dû fermer en 1960, faute d'élèves.

### Héraldique
Pierric ne s'est pas dotée de blason.

## Légende
- La bête de Pierric : à la fin du XVIIe siècle, Jean de Kerhœnt de Kergournadec, marquis de Coëten-Fao, époux d'Innocente-Catherine de Rougé, qui avait reçu en dot les seigneuries de Fougeray et de la Roche-Giffart, s'avéra être une sombre brute, multipliant les exactions et abusant notamment de deux jeunes villageoises qui passaient une passerelle sur la Chère, dénommée depuis Pont Gatoué ("Pont du crime"). L'accumulation de ses crimes fut telle qu'il fut convoqué pour être interrogé et préféra ordonner à son cocher de le tuer, celui-ci l'enterrant ensuite sous un chêne. Depuis, on assure qu'une bête inconnue rode la nuit entre Pierric et Fougeray et terrorise les voyageurs[38].